# ARO 254
ARO 24 Model ’84, cunoscut ulterior ca ARO 254, a fost un prototip realizat în 1983 de către Laurențiu Sterian, designer/stilist auto angajat la ARO în anul 1979. 
Prototipul se distanța atât pe linie de stil cât și mecanic de vechea gamă ARO 24.
Printre ele enumerăm: Suspensie nouă, șasiu nou - reproiectat,  punte spate nouă și multe alte detalii mecanice ce erau menite să sprijine noul stil pe o bază mecanică îmbunătățită.
Inginerii Octavian Waschievici și Nicolae Copăescu au fost printre cei ce au condus eforturile de proiectare mecanică în ceea ce privește acest prototip.